# 기르타브
기르타브(Girtab)는 전갈자리에 있는 항성으로, 바이어 명명법에 의하면 전갈자리 카파로 읽는다. 사실 기르타브는 전갈자리 람다, 전갈자리 웁실론, 전갈자리 요타와 기르타브 넷이 이루는 성도 전체를 일컫는 말이다.
기르타브는 분광쌍성으로 주성은 세페우스자리 베타 변광성이다. 분광학적 기구로 조사한 결과 주성과 반성의 공전주기는 195일이었다. 주성의 맥동은 두 가지 주기가 있는데, 하나는 4.8시간 간격이며 다른 하나는 4.93시간이다.

## 참고 문헌
- K. Uytterhoeven et al, 2005, "Disentangling component spectra of kappa Scorpii, a spectroscopic binary with a pulsating primary," Astronomy and Astrophysics, Volume 432, Issue 3.